# المجموعة الفردانية G2
المجموعة الفردانيَّة G2 أو G-P287 أو السُّلالة G2، هي مجموعة فردانيَّة بشريَّة ذكوريَّة مُتفرعة من السُّلالة G. نشأت السُّلالة G2 قرب أو في منطقة الهلال الخصيب في فترة الصيَّادون الجامعون، والوريث الوحيد هو السُّلالة G2a. وخلافًا عن السُّلالة الشقيقة G1 التي استقرت في غرب إيران وذات ترددٍ مُنخفض مُقارنة بالسُّلالة G2.

## الأصل
يُعتقد أن أصل السُّلالة G2 يعود لما قبل 26,000 سنة، وأنها بدأت بالتحضُّر والتطوُّر شيئًا فشيئًا في غرب آسيا، حيث كان العالم يعتمد على صيد الحيوانات وجمع الثمار، وفي معظم الأحوال كانوا يعيشون في قبائل بدويَّة أو شبه بدويَّة صغيرة. تم العثور على عدد من عينات السُّلالة الفرعيَّة G2a قبل 11,500 سنة، والتي كان لها ارتباطًا وثيقًا بتطور الزراعة المُبكرة في الهلال الخصيب ومن ثم سُرعان ما انتشرت نحو الأناضول والقوقاز وأوروبا.

## التوزيع
تم العثور على السُّلالة G2 من خلال وريثها الوحيد G2a وفي عيناتٍ عديدة من شبه الجزيرة العربيَّة، وسوريا، ولبنان والعراق خاصةً في الجنوب، وإيران خاصةً من عرب خوزستان، وأفغانستان، وباكستان، بالإضافة إلى بعض المجموعات اليهوديَّة. تعتبر السُّلالة G2a غير شائعة في أوروبا ولكن قد يمثلون مجموعة كبيرة في المناطق التي لم يتم اختبارها بشكل جيد حتى الآن شرق تركيا. تم التعرف على الفرع P15 في جامعة أريزونا وأصبح معروفًا على نطاق واسع بحلول عام 2002. تم العثور على G2a في بقايا العصور الوسطى في مقبرة عالية المستوى تعود إلى القرن السابع الميلادي في إرجولدينج، بافاريا، ألمانيا.

## رجال بارزون

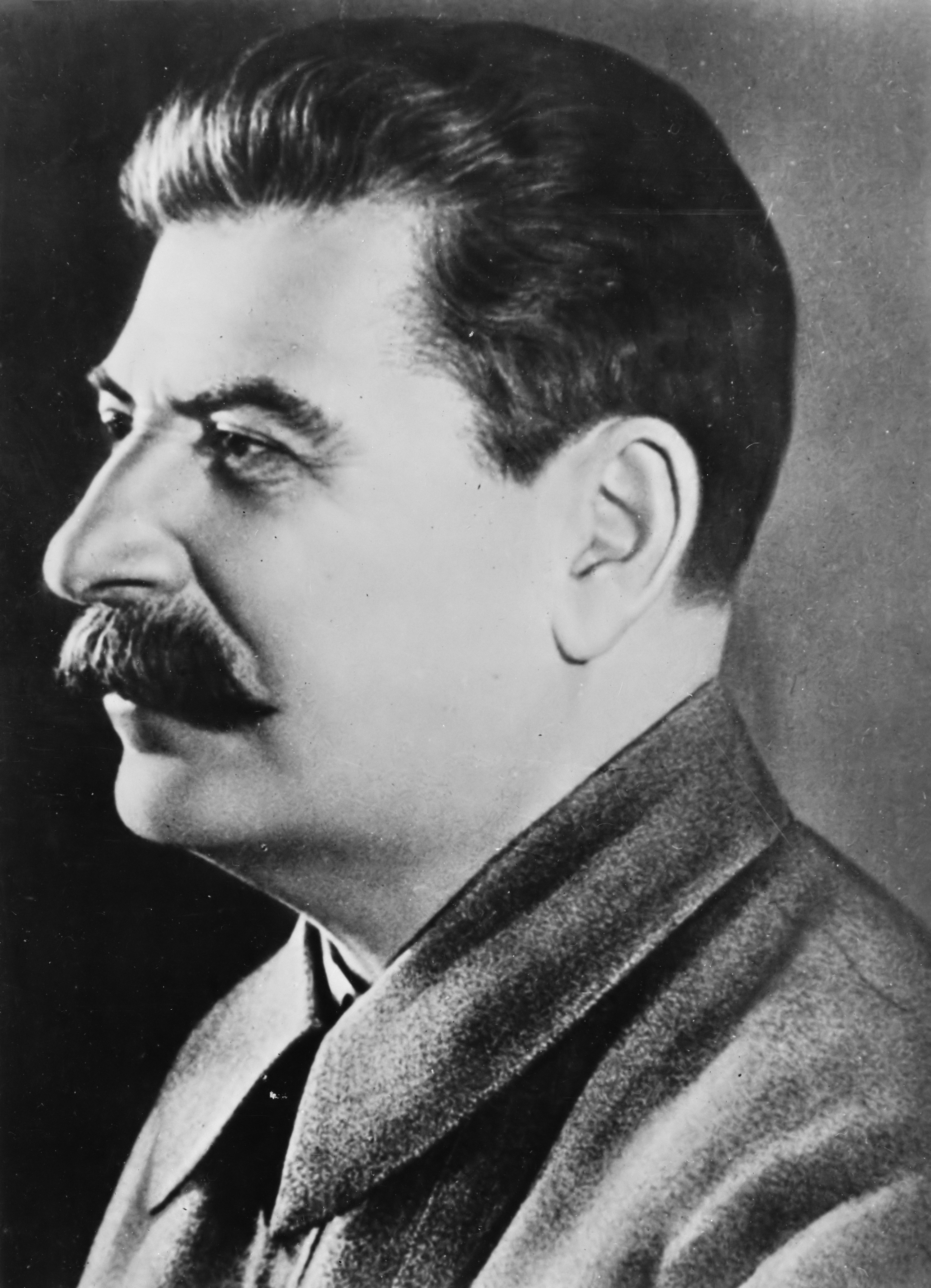
الزعيم السُّوفييتي جوزيف ستالين، وهو من سُلالة G2

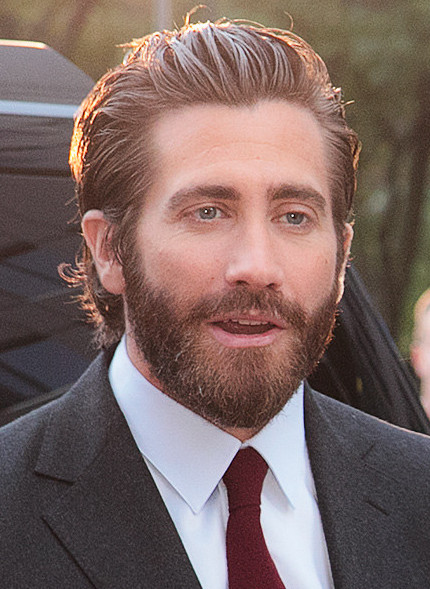
المُمثل الأمريكي الشهير جيك جيلنهال، أحد المُنتمين إلى السُّلالة G2

أظهرت الفحوصات التي أجريت من خلال الاختبار المُباشر أو اختبار أحفادهم وأدلة الأنساب، أن هنالك أسماءً لرجال بارزين في التاريخ ينتمون إلى السُّلالة G2، وهم:
- أوتزي، الذي عُثر على رفاته في الحدود الحديثة بين النمسا وإيطاليا، ويعود تاريخه إلى الألفية الرابعة قبل الميلاد في العصر النحاسي، حيث ينتمي إلى السُّلالة G-L91 (G2a2b).
- يويا، الجد الأكبر لتوت عنخ آمون ومُستشار الفرعون أمنحتب الثالث. أظهرت التحاليل المُتوقعة انتماؤه إلى السُّلالة G2a.[5]

- ريتشارد الثَّالث، ملك إنجلترا، الذي تم استخراج رفاته عام 2012 قبل إعادة دفنه مباشرة، وهو ينتمي إلى السُّلالة G2 (G-P287).[6]
- لين بانكس، سياسي أمريكي من الحزب الديمقراطي.[7]
- ريتشارد ستوكتون، مُحامي وقاضي بريطاني وأمريكي.[7]
- جوزيف ستالين، حيث أجريت الاختبارات الجينية لحفيده (فاسيلي بن ألكسندر بن جوزيف ستالين بوردونسكي) وأظهرت أنه ينتمي إلى المجموعة الفردانية G2a1a1.[8][9]
- آل كابوني، رجُل عصابات أمريكي وقاتل الرئيس الأمريكي جون كينيدي.[7]
- نجيب إلياس حلبي، رجل أعمال أمريكي من أصل سوري، ووالد الملكة نور الحسين زوجة ملك الأردن الحسين بن طلال.[7]
- جون جي كريمر، أستاذ فيزياء وعالم نووي أمريكي.[7]
- جيمس فرانسيسكوس، مُمثل أمريكي.[7]
- لاري بيرد، لاعب كرة سلَّة أمريكي.[7]
- جيك جيلينهال، مُمثل أمريكي.[7]

## وصلات خارجية
- مشجرة السُّلالة G2 في موقع yfull
- مشروع السُّلالة G العربيَّة في فاميلي تري
- مشروع G-L14 في فاميلي تري
- مشروع السُّلالة G في الشرق الأوسط في فاميلي تري